# Château de Brassac de Castelnau
Pour les articles homonymes, voir Château de Brassac.
Le château de Brassac de Castelnau est un château fort situé à Brassac, dans le Tarn (France). Il fait face au château de Brassac de Belfortès, les deux édifices étant séparés par le pont-vieux de Brassac.

## Historique

### Origine
La date de construction du château de Brassac de Castelnau n'est pas connue. Néanmoins, dès 961, la cité de Brassac est citée dans le testament de Raymond II de Rouergue. Il est possible que l'édifice soit donc élevé à cette époque.

### Des comtes de Toulouse aux Montfort-Castres
Ainsi, le château appartient originellement aux comtes de Rouergue. Au XIe siècle, il passe dans le patrimoine des comtes de Toulouse, lorsque le comte Raymond de Saint-Gilles s'empare du Rouergue.  
Néanmoins, au XIIIe siècle, pendant la croisade des albigeois et avec la déchéance des mêmes comtes de Toulouse, l'édifice fortifié est pris par Simon de Montfort, chef de la croisade. Celui-ci le confie à Sicard Alaman, qui le gouverne sous la suzeraineté du seigneur de Castres, Philippe Ier de Montfort. C'est peut-être lui qui entreprend la reconstruction du château, qui a lieu au cours de ce siècle.

### Rivalité et guerres de Religion

Le blason de Brassac de Castelnau

Une grande rivalité apparait entre les deux rives de l'Agout, c'est-à-dire entre les communautés de Castelnau et de Belfortès. Même si bien souvent la cohabitation se fait paisiblement, ce n'est pas toujours le cas.
Ainsi lorsque Boffille de Juge devient comte de Castres par décision de Louis XI, les seigneurs des deux cités rivales envoient conjointement des représentants lui prêter allégeance, au couvent des Jacobins de la basilique Saint-Vincent de Castres.
Mais au XVIe siècle, durant les guerres de Religion, les deux bourgades prennent un parti différent : Castelnau se rallie aux catholiques, tandis que Belfortès prend le parti des protestants. Une paix relative revient finalement sous le règne de Louis XIII, au XVIIe siècle. Mais bientôt, la guerre revient avec les rébellions huguenotes qui agitent la région. Le duc Henri II de Rohan, capitaine protestant, s'empare fin 1627 des châteaux de Brassac, tant celui de Belfortès que de Castelnau.

### Reconstruction et famille de Juge
En 1680, le château de Brassac de Castelnau est entièrement reconstruit à l'emplacement de l'ancien édifice.
À la même époque, le château de Brassac de Castelnau est obtenu par la famille de Juge, qui descend du comte Boffille de Juge. Le 12 juin 1766, le propriétaire, Claude Henri François de Juge seigneur de Castelnau de Brassac, de Cambounès et du Bez, rachète le château de Belfortès. Il est maintenant en possession de l'entièreté de la seigneurie de Brassac, qui devient un marquisat.
Lors de la Révolution française et plus précisément sous la Terreur, le marquis, Arnaud Louis de Juge, est enfermé à Castres à partir du 5 nivôse an II (25 décembre 1793). Il ne perd pas son château de Belfortès, mais le château de Brassac de Castelnau est confisqué. La bâtisse devient une manufacture de salpêtre, qui sert à fabriquer de la poudre noire. Le marquis est libéré le 4 brumaire an IV (16 octobre 1795), mais ne peut récupérer sa demeure. Celle-ci est finalement obtenu par la commune de Brassac au début du XIXe siècle, pour servir de maison commune.
Restauré récemment, c'est encore aujourd'hui la mairie de Brassac.

## Architecture
Le château de Brassac de Castelnau se dresse sur la rive droite de l'Agout. Il se compose d'un long corps de logis rectangulaire, flanqué de deux tours circulaires surplombant la rivière. Recouverte d'un enduit blanc, les façades mesurent près de 50 mètres de long, et sont bâties sur deux étages. Elles comportent près de douze travées, et celle donnant sur la rivière est rehaussée par des bandeaux. Le soubassement de la bâtisse s'enfonce dans la rivière.
Les toitures sont couvertes d'ardoises et les larges ouvertures entourées de blocs de granite. La première tour a conservé une belle allure : elle surmonte le toit du corps de logis, et est coiffé d'un toit en poivrière. Elle présente une petite horloge, ainsi qu'une belle cloche. La seconde a été arasée au niveau des toitures.
À l'emplacement de l'actuel pont neuf se trouvait une terrasse à balustrade. Elle reliait le château actuel à un second corps de logis appartenant aussi à l'édifice. Néanmoins cette construction a aujourd'hui disparu. Une grande cour d'honneur prolongeait la terrasse, et donnait sur l'allée d'accès au château. Celle-ci a été remplacée par une rue. Un grand parc complétait l'ensemble, et sortait même de l'enceinte de la ville jusque sur les pentes du Salas.

## Galerie

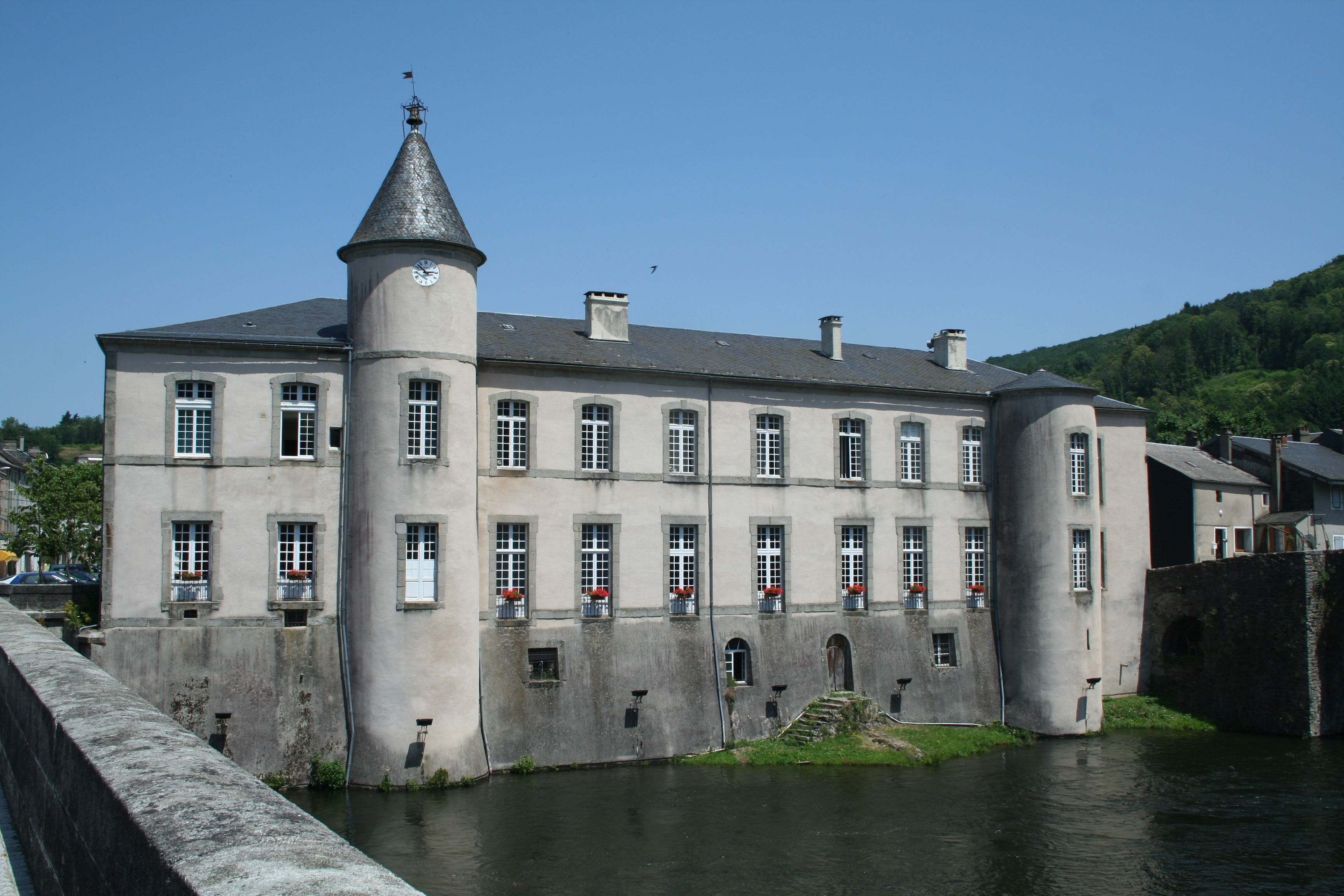
La façade donnant sur l'Agout
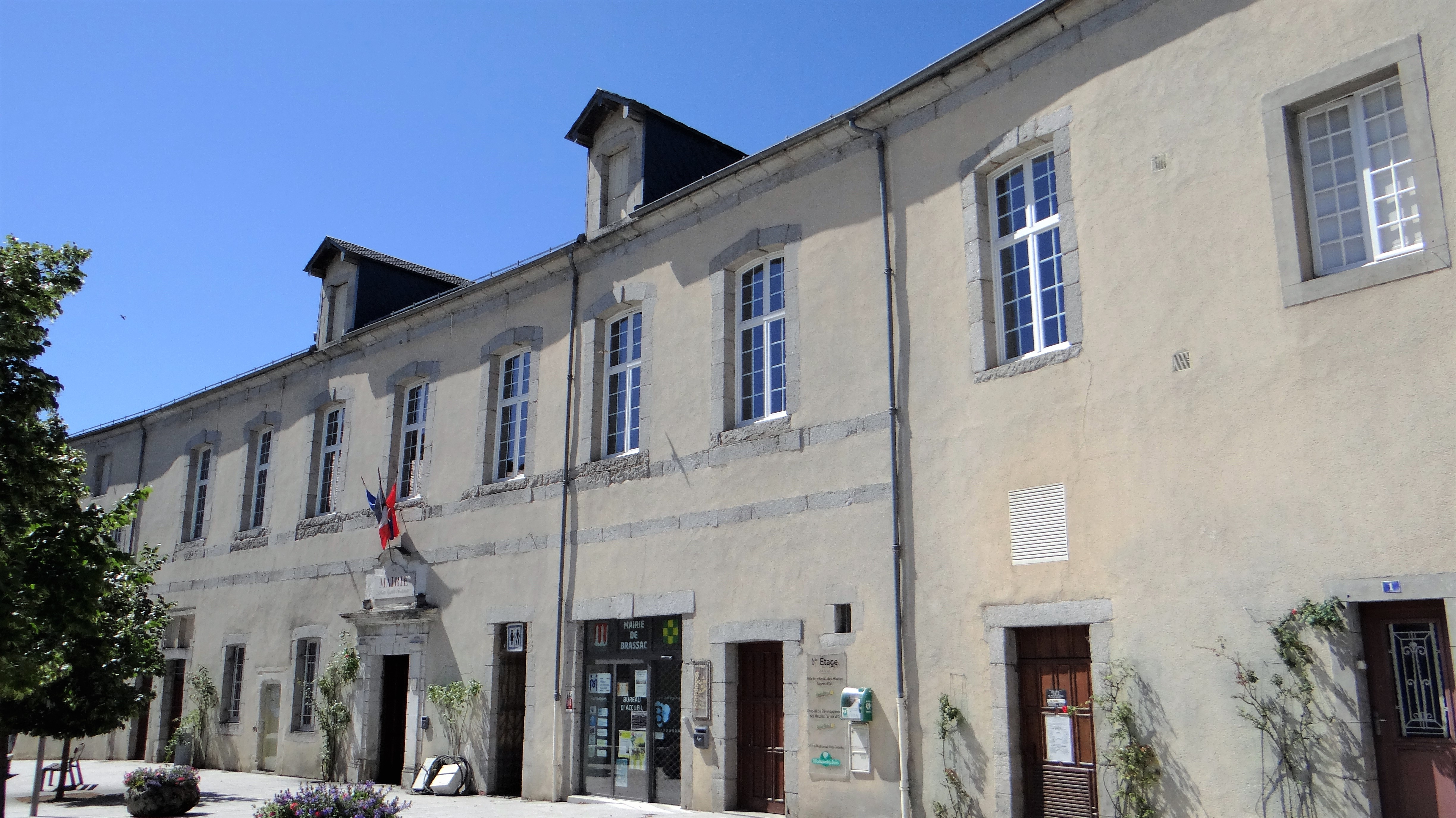
La façade du château s'ouvrant sur la place
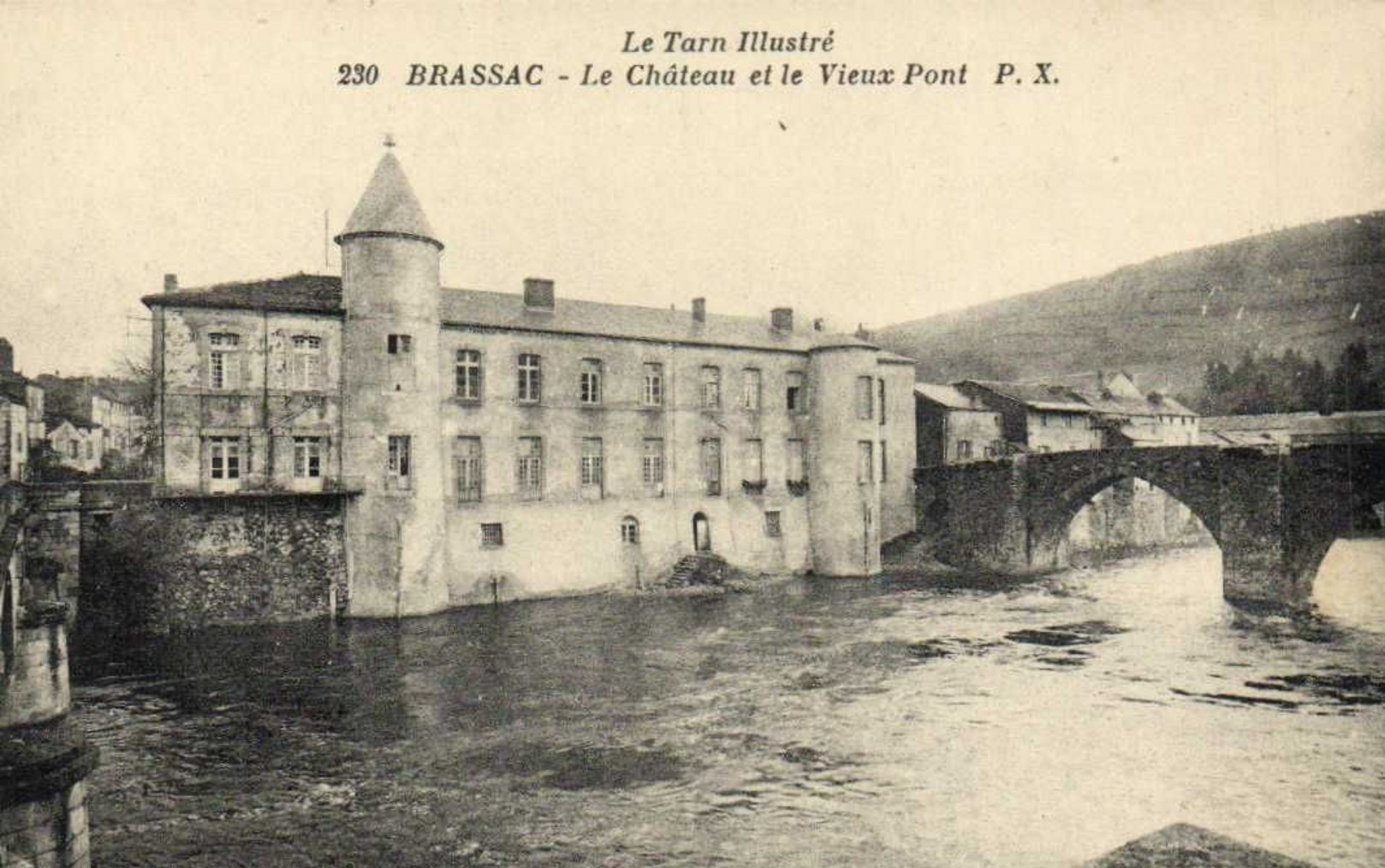
Carte postale du château, début XXe siècle